# Düwi
Die düwi Handels- und Produktionsgesellschaft mbH war Hersteller und Lieferant von Elektroartikeln für den deutschen und europäischen Do-it-Yourself-Markt.
Das Unternehmen war seit seiner Gründung auf die Entwicklung und den Vertrieb von Elektroprodukten für Heimwerker spezialisiert. Es hatte seinen Hauptsitz in der alten Hansestadt Breckerfeld im westlichen Sauerland; die Produktion hatte ihren Sitz im oberfränkischen Bad Berneck.
düwi besaß vier Tochterunternehmen in Polen, Tschechien und Ungarn und ist heute Teil des Elektronikherstellers REV Ritter GmbH.

## Geschichte
Das Unternehmen wurde 1969 von Frank Düllmann in Hagen gegründet. Bereits 1970 gewann düwi eine der ersten deutschen Baumarktketten, Obi, als Handelspartner und war damit das erste Unternehmen, das Elektrozubehör, Schalter und Steckdosen über deutsche Baumärkte anbot. düwi war eine Unternehmenstochter der Reitz-Gruppe und zählte zu den Marktführern für SB-Elektroprodukte in Deutschland.
Durch die Insolvenz der Muttergesellschaft musste im Februar 2009 auch düwi Insolvenz anmelden. Am 4. Mai 2009 wurde beim Insolvenzgericht angezeigt, dass voraussichtlich Masseunzulänglichkeit vorliegen wird. Man versprach zwar den bestehenden und verbliebenen, langjährig angehörigen, Mitarbeitern übernommen zu werden, was aber nicht eingehalten worden ist.
Am 1. November 2009 kaufte das Unternehmen REV Ritter GmbH mit Sitz in Mömbris bei Aschaffenburg den Geschäftsbetrieb der düwi GmbH. düwi wurde in die REV Ritter GmbH fusioniert und existiert als eigenständiges Unternehmen nicht weiter. Der Name düwi wird als neue Marke unter dem Dach von REV Ritter  fortgeführt. Am Standort Breckerfeld befand sich bis Ende Oktober 2013 das Lager und die Logistik der REV Ritter GmbH. Nach Auszug des Unternehmens ging das Gebäude in die Insolvenzmasse ein.

## Produkte
- Auf- und Unterputzschalter
- Z-Wave-Funksystem
- Sicherheitselektronik/Systemelektronik
- Leuchten (Halogenfluter, Ovalarmaturen, Solar-Hausnummernleuchten)
- Gong-Modultechnik
- Steckvorrichtungen
- Schwachstrommaterial
- Installationsmaterial

## Kooperationen
Gemeinsam mit 150 weiteren Unternehmen wie z. B. Logitech, Danfoss oder Merten unterstützte düwi in der Z-Wave-Allianz die Weiterentwicklung des Z-Wave-Funkstandards für die kabellose Hausautomation. Das Unternehmen war Teilnehmer auf dem ersten European Z-Wave Summit in Frankfurt.